# 16779 Mittelman
16779 Mittelman è un asteroide della fascia principale. Scoperto nel 1996, presenta un'orbita caratterizzata da un semiasse maggiore pari a 2,6868895 UA e da un'eccentricità di 0,1960979, inclinata di 11,94903° rispetto all'eclittica.